# Nora May French
Nora May French (ur. 26 kwietnia 1881, zm. 14 listopada 1907) – amerykańska poetka związana ze środowiskiem artystycznym Kalifornii.

## Życiorys
Urodziła się w miejscowości Aurora w stanie Nowy Jork jako córka Edwarda Frencha, profesora Wells College and Mary Wells French. Gdy miała siedem lat, jej rodzina przeniosła się na farmę w Glendale niedaleko Los Angeles. Trudności finansowe spowodowały jednak utratę tej posiadłości. Nora May French już jako nastolatka pisała poezję. Wykazywała też duży talent plastyczny. Związała się z kalifornijską cyganerią artystyczną. Na skutek niepowodzeń w życiu osobistym, zwłaszcza uczuciowym, popadła w depresję i zażyła cyjanek.

## Twórczość
Wiersze Nory May French zostały wydane przez jej przyjaciół w 1910 roku. Poetka pisała między innymi sonety, na przykład To One A-marrying lub Between Two Rains. W wierszu San Francisco New Year's, 1907 poetka robi aluzję do wielkiego trzęsienia ziemi, które spustoszyło to miasto w 1906 roku. Najważniejszym jej dziełem jest cykl The Spanish Girl, w którym porusza temat małżeństwa.